# Канадсько-іспанські відносини

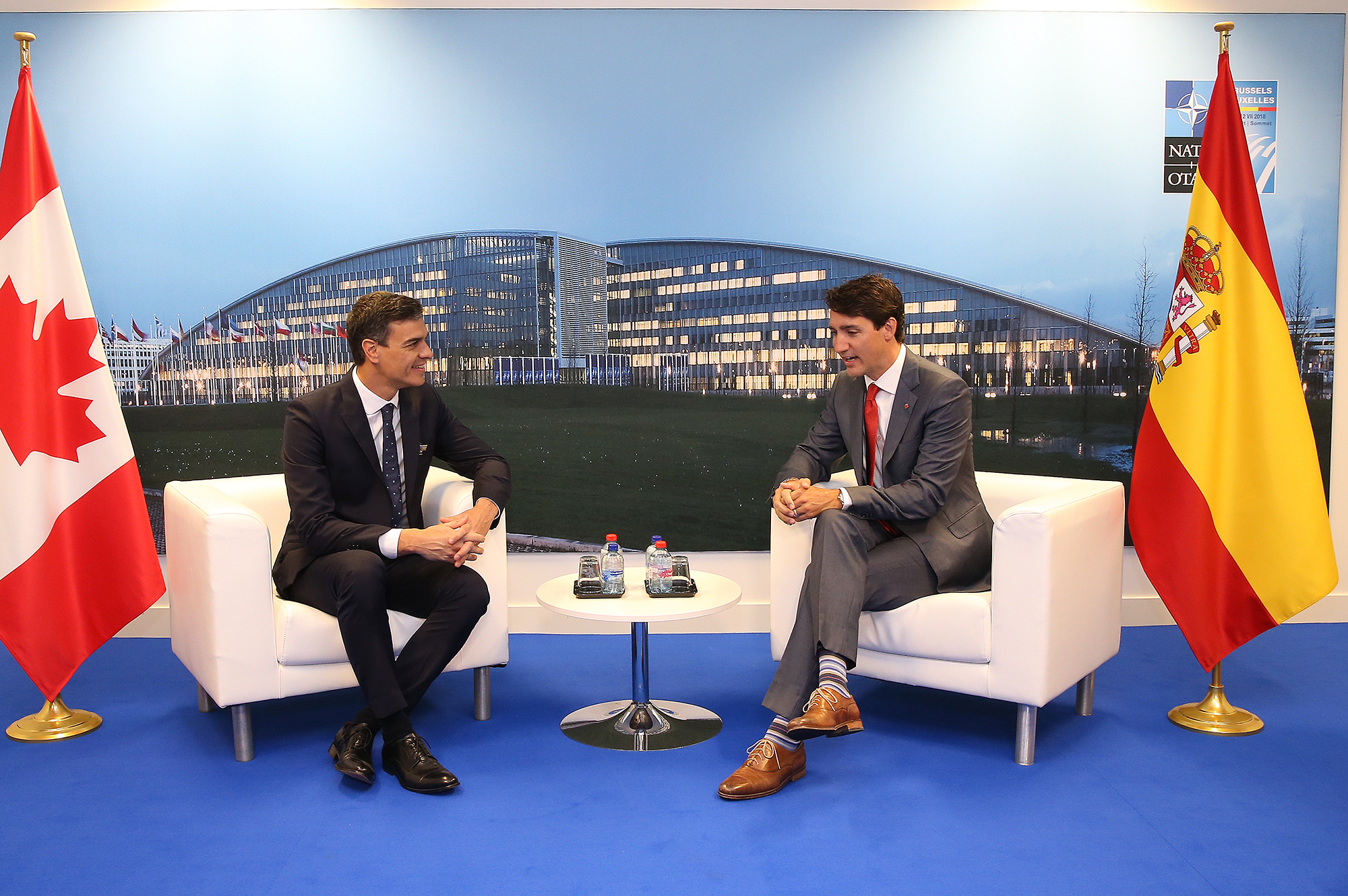
Педро Санчес Перес-Кастехон розмовляє з Джастіном Трюдо в Брюсселі — 2018

Канадсько-ірландські відносини — двосторонні відносини між Королівством Іспанія та Канадою. Обидві країни підтримують дружні дипломатичні відносини. Вони також належать до міжнародних організацій, таких як: ООН, ОБСЄ, ЄБРР, G12, G20, НАТО та інших.

## Історія
У липні 1774 року іспанський мореплавець Хуан Хосе Перес Ернандес став першим європейцем, який побував на архіпелазі Хайда-Гуай на шляху до Аляски [1]. Після відкриття цього архіпелагу кілька інших іспанських експедицій пройшли вздовж узбережжя Британської Колумбії. У 1789 році Іспанія заснувала два поселення на острові Нутка: Санта-Крус-де-Нука і Форт Сан-Мігель. Іспанська імперія на той момент контролювала територію в Америці від Аргентини до Альберти і Саскачевана [2].
З 1936 по 1939 рік в Іспанії вирувала громадянська війна між Республіканцями і Націоналістами. Канада офіційно дотримувалася нейтралітету під час конфлікту, проте більш ніж 1700 канадських добровольців билися на боці Республіканців [3] [4]. Канадські добровольці приєдналися до американського Батальйону Лінкольна-Вашингтона, а потім створили власний канадський батальйон добровольців Маккензі-Папіно. У 1937 році Парламент Канади прийняв закон, що забороняє участь канадців як найманців у іноземних війнах. В іспанській громадянській війні загинуло близько 700 канадців. У квітні 1939 року останні канадські добровольці залишили Іспанію і повернулися до Канади після перемоги Франциско Франка проти військ якого вони боролися [4].
Після закінчення Другої світової війни Канада та Іспанія встановили дружні стосунки. В 1959 між країнами були встановлені дипломатичні відносини, а також скасовано візовий режим [5] [6]. У березні 1995 року відносини між країнами різко погіршилися, коли іспанське рибальське судно «Estai» з екіпажом з 45 осіб було захоплене канадцями за межами виняткової економічної зони Канади, оскільки уряд цієї країни звинуватив Іспанію в надмірному лові палтуса біля їх кордону, що спровокувало т. зв. Палтусову війну [7] [8] [9]. Під час кризи Іспанія запровадила візовий режим для канадських громадян, які відвідують Іспанію та погрожувала розірвати дипломатичні відносини з Канадою[10]. Наступним кроком стало те, що Іспанія відправила сторожовий корабель військово-морських сил для захисту своїх траулерів, а Канада почала різати сіті іспанських рибальських кораблів, що ведуть промисел у цьому районі. Європейський Союз зайняв неоднозначну позицію у цій кризі: Великобританія та Ірландія підтримували Канаду, а континентальна частина Європи та Ісландія підтримали Іспанію. У результаті екіпаж «Estai» був відпущений канадцями під заставу в 500 000 доларів США і повернувся до Іспанії. Згодом країни підписали мирну угоду, згідно з якою іспанські кораблі залишили спірну зону, а канадці повернули іспанцям заставу в 500 000 доларів США [11]. Після закінчення кризи іспансько-канадські відносини покращилося, а в 2007 році країнами було підписано Меморандум про взаєморозуміння та співпрацю в галузі рибальства [12].